# Tetemvár (Miskolc)
A Tetemvár Miskolc városrésze, amely századokon keresztül a város külterületének számított. Kiterjedése a mai Laborfalvi Róza utcától északra és az Arany János tértől, illetve a Szenpéteri kaputól nyugatra, a Bábonyibércig tehető. Lényegében három egymással párhuzamos utca alkotja: az Alsósor, a Középsor és a Felsősor, valamint a Deszkatemplom és a temető. Létrejötte szorosan kapcsolódik a szőlőtermesztéshez. Az itteni domboldalakon kialakult szőlőhegy a legkisebb volt a város 14 szőlőhegye közül, és nem is tartozott a jobb minőségűek közé. A szőlőkultúrához hozzátartozott a számos borospince, amelyek egy része – ha nem is borospinceként – máig megvan. A Tetemvár földrajzi név először Andreas Kneidinger térképén jelent meg 1773-ban. Legismertebb építménye a Deszkatemplom, illetve a hozzá tartozó temető. A városrész mai története számos szociális jellegű problémát hordoz.

## Története
A Tetemvár Miskolc újvárosi részének határától északra, a város sáncán és árkán túl alakult ki, ami századokig a város határán kívüli területnek számított. Az 1679-es pestisjárvány idején, amikor a miskolci temetők már beteltek, a városon kívül kellett helyet találni, nem ritkán tömegsírban. Ennek a temetőnek lett a neve előbb Csontvár, majd Tetemvár. Az Akasztófa alatt, Akasztófánál nevű dűlők már az 1702-es Miskolci Kötelkönyvben is szerepelnek. A 18. század óta használatos neve kétségtelenül az itteni temetőre utal, de – tekintve a közeli Akasztóbércre, a domb legmagasabb pontjára – a városon kívüli akasztóhelyről van szó. A kivégzőhely 17. századi forrásokból ismert. Az egyik első szerint 1630-ban Tekse István: „az miskolci bíró tanácsával igaz törvény szerint és érdemem szerint akasztófára ítéltek, és ugyan ki is harangoztak az törvény szerint való büntetőhelyre”. A bitófához korábban több út is vezetett, de a nyomásos gazdálkodásban az Akasztófánál lévő dűlőket bevetették, így csak a Tetemvár felől lehetett megközelíteni. Az 1755-ös összeíráskor özvegy Dőry Ferencné birtokában írták össze a Másik (Felső) nyomásban lévő földeket, s a dűlők között külön szerepel: Az Akasztófa alatt és Az Németh akasztófánál.  Még 1828-ban (vagy 1830-ban) is látott akasztott embert az adott helyen egy Miskolcon járt bécsi utazó. 1851-ben Božena Němcová cseh írónő is beszámolt arról, hogy látta azt a háromágú bitófát, amely a szabadságharc idején volt használatban.
A Tetemvár alsóbb területe – külterületi volta ellenére – jó látható, mi több, forgalmas is volt, mivel a Miskolcra a Mindszenti (Csabai) kapun keresztül vezető országút évszázadokig a Piac utca–Szűz Mária- vagy Boldogasszony-templom–Tetemvár utca (az Újváros utca keleti szakasza) útvonalon vezetett, és a Tetemvár hídon át fordult a Szentpéteri kapun át észak felé, Gömör és Kassa irányába. A kereskedők, fuvarosok („furmányosok”) gyakran szálltak meg éjszakára az itteni fogadókban, többek között a „Szarvas”, a „Törökfő” és a „Magyar huszár” nevűekben. Utóbbihoz kapcsolódik a miskolci béka legendája.
A szólótermesztés természetesen már ezt megelőzően meghonosodott a területen. A korabeli szőlő- és borgazdálkodás elvált a város belterületétől, a szőlők a várost körülvevő vulkanikus dombokon helyezkedtek el, a pincék pedig e dombok alsóbb lankáin jöttek létre. A déli területek nagyjából az Avast jelentik, míg az északiak a Szentpéteri kapuban létesültek, a Tetemváron több sorban, majd a Bábonyibércen. Először 1632-ben és 1657-ben utaltak írásos formában az itteni pincékre, de valószínű, hogy már a 16. századtól vájhattak üregeket. Egy 1657-es iratban egy Baráth András nevű pincetulajdonost említettek a Szentpéteri kapun kívül, 1670-ben pedig egy másik pincéről volt szó a Szentpéteri kapu előtti bércen. A tetemvári pincéket először 1725-ben írták össze (először valószínűleg a Bábonyibérccel összevonva), 1740-ben 33 adózó tulajdonost jegyeztek fel.

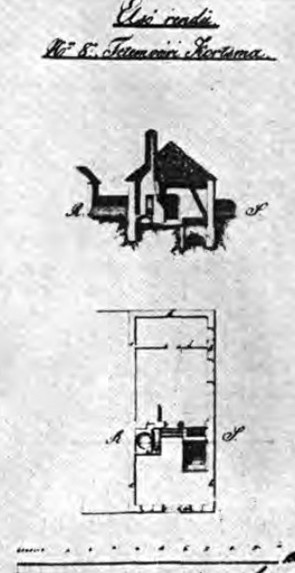
Tetemvári kocsma műszaki rajza 1832-ből

Minthogy az Avason már nem volt hely újabb borházak, illetve lakóházak emelésére, a tetemvári pincék fölé épült borházak bővültek ki egyre inkább lakófunkcióval. A pinceház vagy borház csak a (viszonylag) módosabbak ingatlana volt, de a „tehetősebbek” borháza már a lakóépületek nívóját közelítette. Ezzel együtt meg kell jegyezni, hogy a Tetemvár a város külterületének számított, a szegénysorok számát gyarapította. A tetemvári építkezések a 18. században kezdtek gyorsulni, 1771-ben az Alsósoron 11 pince, a Középsoron 46 pince, a Felsősoron 52 pince volt. Az 1780-as években egy itteni egész sort „Új fogás"-nak neveztek.
A tetemvári borházak zsindellyel voltak fedve, ezért gyakoriak voltak a tűzesetek, különösen figyelembe véve, hogy a társasági életnek, a családi összejöveteleknek és a mulatozásoknak is központjai lettek. A tüzek észlelése és elfojtása, valamint a közrend biztosítása érdekében – városi megbízás szerint – pincestrázsákat (baktereket) alkalmaztak. Az elnevezés a német nyelvből származik (wächter → őrző) előbb vakter, majd bakter alakban. Az előírás szerint két bakternek a kapunál kellett őrt állni, hat fő pedig járőrözött. Egy 1828-as rendelkezés szerint kötelességük volt az órák kikiáltása is. A tetemvári bakterház, az őrőkkel és a felügyeletüket is ellátó kapitányokkal az egyik legfontosabb pont volt a város biztonsági intézményei között.
A Tetemvár alatt, a Tetemvár téren (ma Petőfi tér) a Búza tértől húzódó piacrendszer részeként, a piacrendőri szabályzat szerint itt főleg a fatermékek árusai foglaltak helyet, tűzifát, épületfát kínálva. A Deszkatemető alatti részen a nyersbőr- és gyapjúkereskedők, a mai Szeles utcánál pedig a legnagyobb területet elfoglaló búza-, széna-szalma-, és állatvásár helyezkedett el.
Miskolc lélekszáma a 18. század második és a 19. század első felében kezdett jelentősebben gyarapodni. Több hullámban különböző nemzetiségek és felekezetek érkeztek (bükki szlovákok, evangélikus németek, délszláv származású és görög ortodox kereskedők, görögkatolikus ruszinok), és ezek jelentős része a Tetemváron telepedett le. A 19. század elejére a még mindig a városhatáron kívüli Tetemvár pincékkel, házakkal sűrűn megtűzdelt városrésze lett Miskolcnak. A viszonylagos zsúfoltság okozta helyzetet rontotta az 1880-tól támadó filoxéra, ami a szőlőművelés megszűnéséhez vezetett, bár a pincéket a borászok még használták egy darabig. Az ezt követő időszakban más foglalkozási ágak (fazekasok, téglagyártók stb.) jelentek meg.

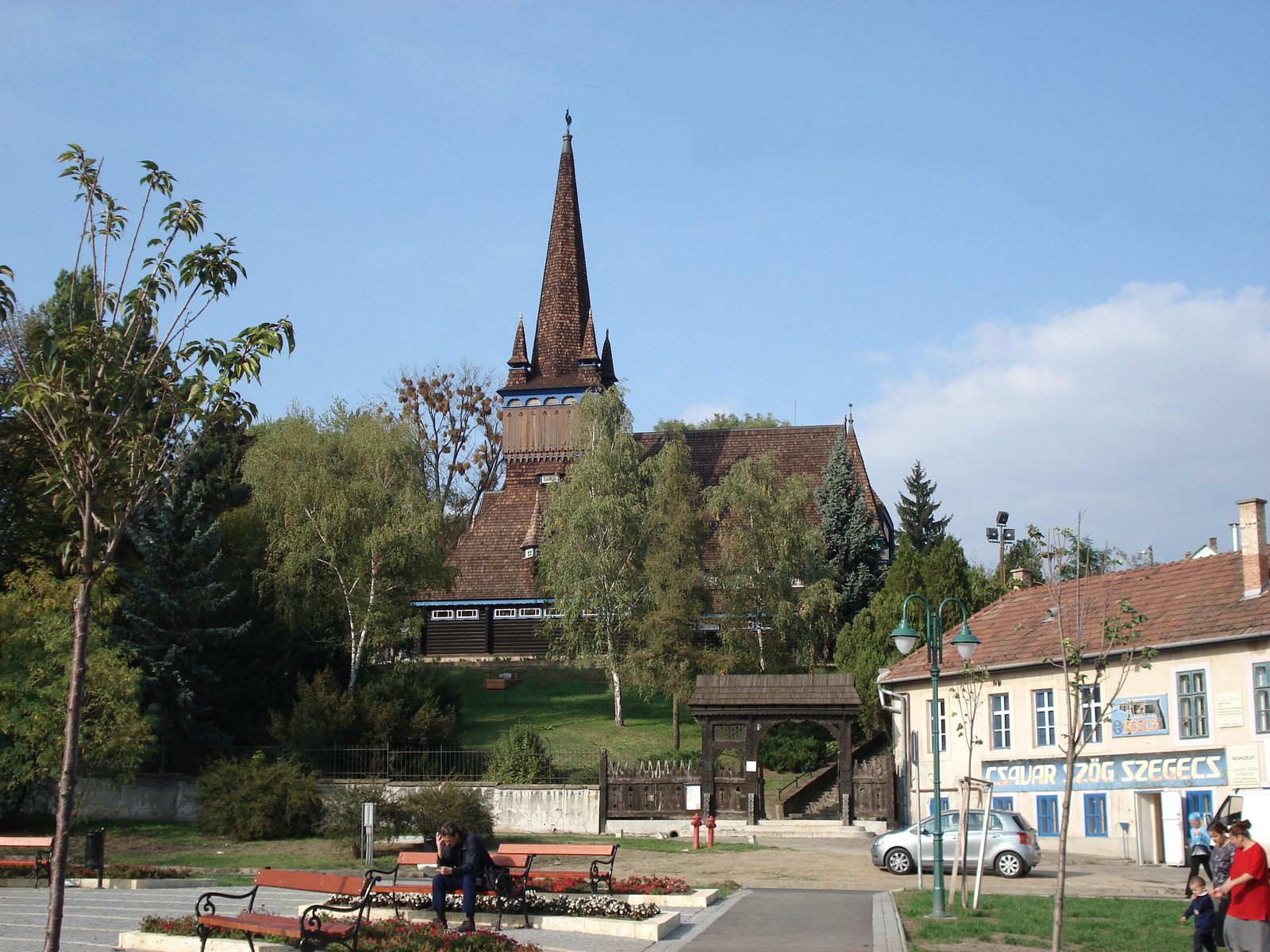
A Deszkatemplom

Az első jelentős tetemvári építmény az 1637-ben épült „ős” Deszkatemplom volt, amely valószínűleg csak ravatalozásra szolgált.
Ennek a helyére 1724-ben új templomot építettek, feltehetően ettől kezdve nevezték Deszkatemplomnak. Jelentősége az 1808-ra elkészült közeli Kakastemplom miatt lecsökkent, 1874-re már életveszélyessé is vált. Ekkor Bató István módos gabonakereskedő saját költségén felújíttatta a templomot, amely 1937-ig állt. Az új templomot, amely Szeghalmy Bálint tervei szerint épült, 1938. szeptember 19-én avatták fel. Ez már inkább gerendaház volt, de eredeti Deszkatemplom nevét máig megőrizte. A mai templom immár a negyedik Deszkatemplom, mert az előző 1997-ben egy tragikus tűzesetben megsemmisült. Az új fatemplom, amely szinte minden lényeges részletében az előző alakját követi, közadakozásból épült. Felszentelési ünnepsége 1999. május 2-án volt.
Az első bejegyzett házingatlan egy kocsma volt a Tetemváron, amely 1714-ben már üzemelt, a feljegyzések szerint Pipis Mihály és felesége bérelte. A következő építmény egy 1760-ban, a Tetemvár téren (ma Petőfi tér), a vásárbíró háza mellett épült várszerű, „nagy roppant Ispital”, a nosokomium militare volt, amely a császári katonák gyógykezelésére szolgált. A kórházban 1849-ben Kubicza Mihály orvos, Csajka Lajos seborvosmester és dr. Fischer Adolf gyógyított. A katonai kórház megszűnése után, 1856. február 10-én egy ötszobás, húszágyas kórodát létesítettek benne, nyilvános közkórházként. Itt történt meg az az eset, hogy Ferenc József 1857-ben tett miskolci látogatásakor az őt fogadó Szirmai István gróf „agyvértódulást” kapott, és a tetemvári kórodába vitték. A király nagyon elégedetlen volt a gyógyhely állapotával, mivel az akkor már szinte az összedőlés határán állt. Az építmény ma már nem áll.

## A Tetemvár ma
A második világháború idején állítólag a nagyobb pincék összenyitásával légvédelmi pincét és kórházat rendeztek be a Tetemváron. Ezek igazolását kereste az Urbex Hungary csapata, akik három alkalommal is bejártak több pincerendszert. A légvédelmi pincét igazolva látták, a kórház létesítése nem bizonyított. Az egyik alsó pincét az 1950-es évektől néhány évtizedig egy cég zöldség- és gyümölcsraktárnak használta, még teherautóval is be tudtak hajtani.
A Tetemvár és környéke a 20. század második felében, de különösen a rendszerváltás után fokozatos hanyatlásnak indult. A pinceházak és a lakóépületek állapota – a karbantartás és a gondoskodás elmaradása, sőt a rongálás miatt – erősen leromlott. A városrész számos családja a fellendülő házgyári paneles építkezés révén összkomfortos lakásba költözhetett, a helyükre alacsonyabb szocializációjú családok érkeztek. A Tetemvár nehéz sorsú emberek lakhelyévé változott, számos szociális problémát okozva. Miskolc városa évtizedekig nem tudott megbirkózni a helyzettel, de 2024-ben született egy átfogó tanulmányterv a városnegyed fejlesztésére, újjáépítésére, csak remélni lehet, megvalósul valami belőle.